# Brillion
Brillion é uma cidade localizada no estado norte-americano de Wisconsin, no Condado de Calumet.

## Demografia
Segundo o censo norte-americano de 2000, a sua população era de 2937 habitantes. 
Em 2006, foi estimada uma população de 2867, um decréscimo de 70 (-2.4%).

## Geografia
De acordo com o United States Census Bureau tem uma área de 
6,7 km², dos quais 6,7 km² cobertos por terra e 0,0 km² cobertos por água. Brillion localiza-se a aproximadamente 253 m acima do nível do mar.

## Localidades na vizinhança
O diagrama seguinte representa as localidades num raio de 20 km ao redor de Brillion. 